# Godlove S. Orth
Godlove Stein Orth, född 22 april 1817 i Lebanon, Pennsylvania, död 16 december 1882 i Lafayette, Indiana, var en amerikansk politiker och diplomat.
Orth var av tysk härkomt. Han studerade först i ungefär ett år vid Pennsylvania College i Gettysburg och fortsatte sedan med att studera juridik under James Cooper. Han inledde 1839 sin karriär som advokat i Indiana.
Orth inledde sin politiska karriär som medlem av whigpartiet. Han stödde William Henry Harrison i presidentvalet i USA 1840. Han var ledamot av delstatens senat 1843–1848. Orth stödde Zachary Taylor i presidentvalet i USA 1848.
Orth bytte senare parti till knownothings och var för en tid ledare för knownothings i Indiana. Efter knownothings tillbakagång bytte han åter parti, nu till republikanerna. Han var ledamot av USA:s representanthus 1863-1871, 1873-1875 och 1879-1882.
Orth var chef för USA:s diplomatiska beskickning i Österrike-Ungern 1875-1876.
Orths grav finns på Greenbush Cemetery i Lafayette.